# Ocnerioxa capeneri
Ocnerioxa capeneri är en tvåvingeart som beskrevs av Munro 1967. Ocnerioxa capeneri ingår i släktet Ocnerioxa och familjen borrflugor. Inga underarter finns listade i Catalogue of Life.